# Kieszeń

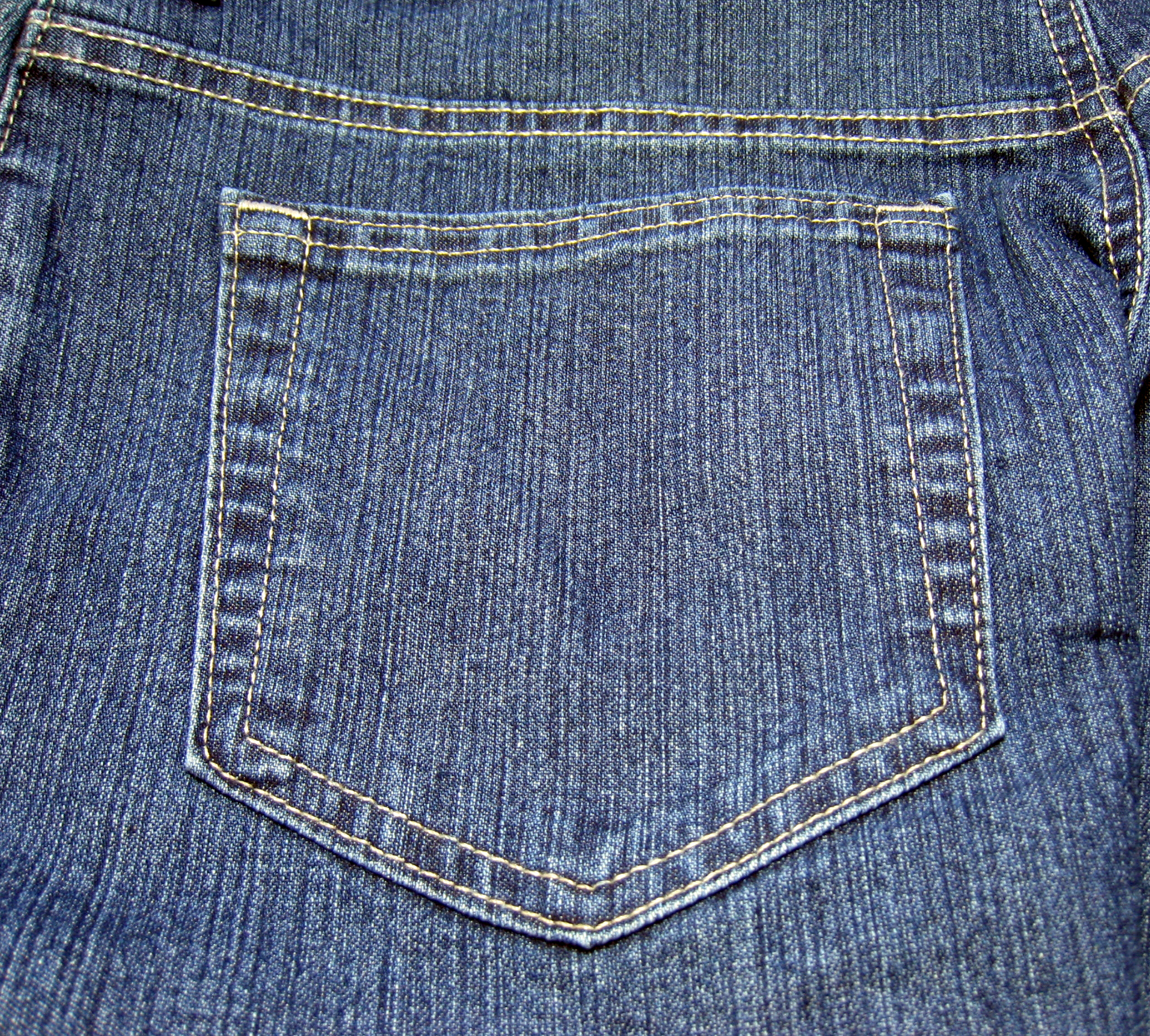
Tylna kieszeń w spodniach typu jeans.

Kieszeń – służący do przechowywania przedmiotów podręcznych kawałek materiału w formie woreczka wszyty w ubranie, plecak czy torbę. Kieszeń może występować m.in. w spodniach, kurtce, koszuli, bluzie. Zamknięciem kieszeni mogą być wielorakie guziki i suwaki.

## W garniturze
Ze względu na rodzaj wszycia kieszenie możemy podzielić na:
- cięte – rozcięcie w marynarce z wszytym od wewnątrz kawałkiem materiału;
- nakładane – naszywane na marynarkę z osobnego kawałka materiału, charakterystyczne dla marynarek sportowych.

Oprócz tego wyodrębnić można kieszenie proste, umieszczone pionowo oraz skośne, naszyte pod lekkim ukosem, pierwotnie stosowane do marynarek angielskich do jazdy konnej, dzięki czemu dostęp do nich był ułatwiony. Kieszenie mogą być przykryte naszytym kawałkiem materiału zwanym patką, co jednak obniża poziom formalności garnituru. Najbardziej formalnym typem kieszeni, stosowanym do garniturów wizytowych, są kieszenie cięte, proste bez patek.
Kieszeń na lewej piersi marynarki przeznaczona do noszenia poszetki nazywana jest brustaszą. Z kolei mniejsza kieszonka umieszczana nad prawą kieszenią marynarki, pełniąca obecnie funkcję estetyczną a uprzednio służąca do przechowywania biletów kolejowych, nosi nazwę biletówki. Mała kieszonka w spodniach umieszczona tuż pod pasem nazywana jest natomiast zegarówką lub bilonówką.